# Battaglia di Qusayr
La battaglia di Qusayr è stata una battaglia occorsa durante la guerra civile siriana ed iniziata il 19 maggio 2013, nel contesto di una più larga offensiva condotta a sud del governatorato di Homs dall'esercito siriano e dalla milizia libanese sciita Hezbollah.
Scopo dell'attacco è la conquista della cittadina siriana di Al-Qusayr, a ridosso del confine libanese, controllata dai ribelli siriani fin dall'aprile 2012.
L'area oggetto dell'operazione è ritenuta dal governo siriano strategica per diversi motivi:
- controlla il valico di confine con Hermel, roccaforte di Hezbollah in Libano, che è da tempo un centro di passaggio di armi tra la milizia sciita e il governo siriano[15].
- giace sulla strada di collegamento Damasco-Homs e su quella che da Homs conduce alla costa[16].
- permette il controllo totale della periferia sud di Homs e apre una via di accesso alla città[17].

La battaglia si conclude il 5 giugno 2013 con una vittoria governativa completa che costituisce un punto di svolta per l'andamento della guerra civile: i ribelli perdono l'iniziativa e, per la prima volta dal 2011, sono costretti a cedere ampie zone di territorio.
La sconfitta e la ritirata disorganizzata provocano tensioni all'interno del fronte ribelle, con accuse reciproche tra i comandanti sul campo e la dirigenza politica del Consiglio Nazionale Siriano, considerata troppo lontana dal campo di battaglia, e tra le diverse anime della rivolta armata che si scambiano accuse sulla responsabilità della sconfitta.
L'intervento di Hezbollah nella guerra civile, cruciale per i futuri sviluppi del movimento libanese, e il flusso di profughi e miliziani verso il Libano nel giugno 2013 provoca un grave innalzamento della tensione politica e settaria oltre confine.

## Preparazione dell'offensiva
La necessità di allontanare le forze ribelli da al-Qusayr si era resa evidente nel marzo 2013, quando l'esercito siriano, dopo aver lanciato un'ampia offensiva contro i quartieri ribelli di Homs, era stato costretto a ritirarsi, grazie all'afflusso di miliziani provenienti dalla cittadina a sud. A metà marzo i ribelli erano anche riusciti a organizzare un contrattacco nel quartiere di Bab Amr, causando numerose vittime tra i soldati governativi.
Inoltre l'interruzione dei collegamenti tra esercito siriano e Hezbollah attraverso il valico di Hermel aveva spinto il partito sciita libanese ad ammassare miliziani al confine e condurre alcune azioni in territorio siriano, con la scusa di proteggere gli abitanti sciiti nei villaggi intorno ad al-Qusayr.
La presenza di Hezbollah aumenta costantemente fino all'11 aprile 2013 quando vengono eseguite vere e proprie operazioni militari nelle cittadine collinari allo scopo di tagliare i rifornimenti a Homs e aiutare l'esercito siriano in città costringendo i ribelli a inviare rinforzi verso il confine a sud.
L'offensiva di Hezbollah si allarga a tutta l'area circostante ad al-Qusayr e, grazie all'intervento di reparti dell'esercito regolare siriano, il 18 maggio la cittadina viene completamente circondata dopo un mese di combattimenti.
Prima di scatenare l'offensiva diretta sulla città, l'aviazione lancia dei manifesti chiedendo alla popolazione civile di abbandonare al-Qusayr.
La difesa della città è organizzata principalmente dall'Esercito siriano libero, che è presente in forze con le sue principali brigate: le Brigate Farouq, la Brigata al-Haqq, il battaglione Mughaweer, le Brigate Wadi, il battaglione Qassioun e il battaglione Ayman. Con un ruolo più ridotto è presente il Fronte al-Nusra.

## La battaglia
Il 19 maggio viene scatenata l'offensiva contro la città. L'esercito, aiutato dalle tattiche di guerriglia urbana di Hezbollah, accede da tutte le 9 direttrici, incontrando forte resistenza da parte delle milizie ribelli. Contemporaneamente le aree centrali di al-Qusayr vengono bombardate dall'aviazione e dall'artiglieria.
L'avanzata si concentra principalmente nel sud della cittadina, prendendo inizialmente alla sprovvista le forze ribelli, che si aspettavano un'offensiva negli ultimi villaggi a nord di al-Qusayr prima dell'attacco vero e proprio alla città. I miliziani Hezbollah, operando in maniera autonoma, assumono il controllo dell'area collinare di Al Tal, causando la ritirata di alcune unità di ribelli che cercano di rompere l'assedio e raggiungere la regione montagnosa del Qalamun. La colonna dei miliziani viene individuata e bombardata, causando 30 morti.
Un comunicato dell'Esercito siriano libero identifica il comandante in capo delle forze Hezbollah in Mustafa Badreddine, che è tra gli accusati dell'attentato che ha ucciso l'ex primo ministro libanese Rafik Hariri.
L'avanzata di Hezbollah si ferma prima dell'assalto al centro della città, in quanto un gruppo di ribelli riesce ad entrare nelle retrovie ed attaccare i miliziani alle spalle, causando un numero imprecisato di vittime.
Al termine della prima giornata di combattimenti, un comunicato indipendente dell'AP riporta che al-Qusayr è controllata al 50% dai due contendenti, con l'esercito siriano presente principalmente nei settori sud e est.
Il giorno successivo l'esercito si concentra sulla periferia ovest della città con l'intenzione di prendere possesso degli edifici della caserma militare. Inoltre viene assediato il villaggio di al-Dabaa, alla periferia nord della città.
Da sud continua l'avanzata verso il centro della città, a costo di numerose perdite tra i miliziani Hezbollah. A fine giornata comunque l'esercito siriano arriva nei pressi della piazza centrale di al-Qusayr e Al-Jazeera riporta che le truppe governative controllano "la maggior parte della città".
Il 22 maggio la battaglia ormai monopolizza la guerra civile siriana. Vengono smobilitate la 3ª e la 4ª divisione della Guardia Repubblicana dal fronte di Damasco in sostegno dell'esercito, mentre i ribelli richiamano la Brigata Tawheed da Aleppo, il battaglione Nasr Salahaddin da Raqqa e la brigata Usra da Deir al-Zour.
Anche Hezbollah invia dal Libano le sue truppe di élite.
Tuttavia i rinforzi dei ribelli faticano ad entrare in città e subiscono perdite a causa dei bombardamenti.
Il 22 maggio viene anche ucciso il comandante del Fronte al-Nusra per al-Qusayr, Abu Omar. Tale evento ridimensiona notevolmente il ruolo della milizia islamista nel proseguimento della battaglia.
Il 24 maggio i ribelli riescono ad organizzare un contrattacco, consolidando la presenza nel centro della città e nel villaggio di al-Dabaa. In risposta l'esercito governativo cerca di aggirare il fronte ribelle attaccando il villaggio di Hamidiya, che costituisce anche l'ultima fonte di approvvigionamento dei miliziani.
Il giorno seguente si susseguono bombardamenti aerei e di artiglieria sulle postazioni ribelli, in particolare a al-Dabaa e Hamidiya. L'avanzata governativa è rallentata dalla presenza di ordigni posizionati dai ribelli nelle zone da cui si ritirano. Un miliziano Hezbollah dichiara che "persino i frigoriferi sono minati".
Tutte le iniziative governative di entrare a al-Dabaa sono respinte dai ribelli, che minacciano di portare la guerra in Libano nel caso Hezbollah non ritiri l'appoggio al governo siriano.
Il 27 maggio l'esercito riesce ad entrare a Hamidiya dopo durissimi combattimenti e avanza verso un altro sobborgo: Haret al-Turkumen. Milizie ribelli di rinforzo cercano di raggiungere al-Qusayr, ma vengono attaccate e decimate prima del loro ingresso in città.
La periferia nord e ovest rimane in larga parte in mano ai ribelli, che resistono alle incursioni di esercito e Hezbollah. I ribelli riescono anche a creare un varco nell'accerchiamento della città, che permette la fuga di centinaia di persone.
Sia l'esercito che Hezbollah si vedono costretti a mobilitare ulteriori rinforzi. Vengono richiamate altre unità della Guardia Repubblicana da Damasco e viene registrato l'accesso di miliziani sciiti dalla frontiera libanese. A al-Qusayr arrivano anche 40 carri armati.
Grazie alle nuove forze, l'esercito riesce ad assumere il controllo della cittadina di al-Dabaa e della vicina base militare. Un miliziano ammette che i ribelli hanno subito "pesanti perdite", mentre Hezbollah annuncia la conquista della maggior parte della città.
George Sabra, presidente del Consiglio Nazionale Siriano, annuncia che 1 000 miliziani ribelli si stanno dirigendo a al-Qusayr per rompere l'assedio e sostenere l'Esercito siriano libero. Tuttavia i reali rinforzi ammontano a qualche centinaio di uomini e non è chiaro se siano riusciti realmente ad entrare in città.
Nel frattempo la situazione più critica viene vissuta dai poci civili rimasti in città. Viene stimato che a fine marzo siano ancora 15 000 i civili intrappolati senza cibo né acqua. Inoltre alcune testimonianze provenienti da personale medico operante in città descrivono che "l'ESL è incapace di controllare la situazione" e che "la battaglia sta volgendo al peggio".
Il 31 maggio l'esercito riesce a controllare il villaggio Jawadiyeh, nei sobborghi di al-Qusayr, stringendo ulteriormente l'assedio sulle zone centrali della città.
Il 1º giugno i ribelli tentano un disperato assalto alla cittadina di al-Dabaa, che viene però respinto da esercito e Hezbollah.
Il 2 giugno esercito e Hezbollah si apprestano all'assalto conclusivo contro le sacche ribelli nel centro cittadino. Vengono condotti una serie di raid aerei contro la città e vengono ammassate truppe e carri armati nella periferia nord.
Temendo per le sorti dei civili intrappolati, la Croce Rossa Internazionale chiede un cessate il fuoco, respinto, alle due parti in conflitto. Anche le Nazioni Unite chiedono il permesso di intervenire per accertarsi delle condizioni dei feriti intrappolati nel centro della città. Una mozione in tal proposito al Consiglio di Sicurezza viene respinta a seguito dell'imposizione del veto da parte della Russia, giustificato dal fatto che non era stata presentata una mozione simile nel 2012, quando i ribelli avevano conquistato la città. Il governo siriano afferma che consentirà l'ingresso di aiuti umanitari e l'evacuazione dei civili al termine delle operazioni militari.
I ribelli, come ultimo tentativo di ritardare l'attacco decisivo, eseguono un'offensiva diversiva a Kafr Nan, vicino a Homs, ma, oltre a non sottrarre forze governative al fronte di Qusayr, subiscono pesanti perdite.
Il 3 giugno le forze governative scatenano l'attacco avvicinandosi velocemente al centro della città, pur incontrando una buona resistenza. Come ultima speranza per i ribelli, anche Abduljabbar Akidi, a capo del Consiglio Militare di Aleppo e Abdulqader Saleh, capo della Brigata Tawhid cercano di raggiungere al-Qusayr senza tuttavia riuscire ad accedere.
Il 4 giugno i ribelli sopravvissuti riescono a raggiungere un accordo con l'esercito, grazie al quale gli viene concesso di abbandonare le aree sotto il loro controllo, garantendo un passaggio sicuro. Il 5 giugno Hezbollah ed esercito entrano senza ostacoli nella piazza centrale di al-Qusayr, sebbene rimangano piccole sacche di resistenza soprattutto nel sobborgo di al-Dabaa.
Il 6 giugno, eliminati gli ultimi ribelli asserragliati in città, la città viene dichiarata sotto completo controllo governativo. La rete televisiva di Hezbollah, Al Manar, trasmette dalla piazza centrale della città mostrando la popolazione in festa e un soldato che espone la bandiera siriana sulla torre dell'orologio.

## Conseguenze
La vittoria del governo siriano nella battaglia di Qusayr ha forti ripercussioni sul prosieguo della guerra civile.
Per la prima volta dopo lo scoppio delle ostilità nel 2011 le truppe governative riescono a riconquistare territorio ai ribelli e a ribaltare i rapporti di forza. Elemento decisivo è sicuramente l'entrata in guerra di Hezbollah che permette di introdurre tecniche di guerriglia urbana e aggiunge uomini altamente addestrati alle truppe governative.
La sconfitta dei ribelli è durissima sotto vari aspetti. Oltre a perdere una postazione strategica sulle linee di transito siriane e una linea di approvvigionamento attraverso il Libano, sono costretti a richiamare truppe da tutti i fronti, lasciando sguarnite aree sensibili, come Homs e Aleppo. Poco dopo la conclusione della battaglia di Qusayr le truppe governative riusciranno infatti ad avanzare sensibilmente in queste due città.
La rotta dei ribelli confluisce principalmente nelle roccaforti della confinante regione del Qalamun, determinando la conclusione dell'esperimento democratico ribelle nella città di Yabroud, che viene invasa da miliziani islamisti, e nelle città libanesi di confine, principalmente Arsal, che riceve un lungo flusso di profughi e miliziani e diventa la principale retrovia del passaggio di uomini e armi tra Siria e Libano.
La sconfitta di Qusayr si rivela particolarmente pesante per l'Esercito siriano libero, che guidava la difesa della città con le sue brigate più importanti. Si verificano accuse di incompetenza tra i comandanti e viene accusata la Coalizione Nazionale Siriana di essere troppo distante dal campo. Le milizie islamiste riusciranno ad imporsi alla guida delle future offensive.
La presenza di Hezbollah in Siria e la sua identificazione nell'islam sciita causa una polarizzazione della guerra civile su base settaria, per cui i ribelli, principalmente sunniti, tenderanno ad identificare come sostenitore del governo ogni cittadino sciita. Tale logica si ripercuote pesantemente in Libano, dove gli scontri interconfessionali si amplificano.
La vittoria governativa permette ad Assad di presentarsi di nuovo come un interlocutore per la comunità internazionale, in quanto interrompe la lunga serie di sconfitte e permette di presentare il regime come ancora in grado di controllare la nazione.